# 헝가리 국립박물관
헝가리 국립박물관(헝가리어: Magyar Nemzeti Múzeum)은 헝가리 부다페스트에 위치한 국립박물관이다. 행정 구역상으로는 부다페스트 8구에 소재하며, 현재의 건물은 1837년부터 1847년까지 건축가 미할리 폴라크에 의해 만들어졌다.

## 개요
10시부터 18시까지 영업하고 있으며, 휴무일은 월요일이다.
7개로 나뉜 상설전이 이루어지고 있다.